# Johnny Kelly
Johnny Kelly (Brooklyn, 9 marzo 1968) è un batterista statunitense, noto per aver militato nella band Type O Negative.

## Biografia
Ha suonato nei Type O Negative dal 1994 fino al 2010, anno dello scioglimento in seguito alla morte del fondatore Peter Steele, dopo che, da tecnico della batteria del gruppo, venne chiamato in pianta stabile in sostituzione del dimissionario Sal Abruscato.
Dopo lo scioglimento dei Type O Negative ha portato avanti diverse attività parallele: dal 2002 suona la batteria nei Danzig quando questi sono in tour; sempre con i Danzig ha registrato anche le parti batteria dei loro ultimi tre album (Deth Red Sabaoth, Skeletons e Black Laden Crown); con i Seventh Void (gruppo nel quale ha militato anche il suo compagno nei Type O Negative, Kenny Hickey alla chitarra) ha suonato la batteria dal 2003 al 2017, anno in cui la band si è sciolta per poi riformarsi con un nuovo chitarrista (Joseph James degli Agnostic Front) e l'aggiunta di un tastierista (Aaron Joos degli Empyreon) con il nome Silvertomb, e in una cover band dei Led Zeppelin chiamata Earl’s Court. Dal 2013 suona nei Seven Witches (con i quale ha inciso gli ultimi due album della band) e nei Kill Devil Hill.
Il 25 febbraio 2011 è entrato nei Black Label Society di Zakk Wylde in sostituzione di Will Hunt, per supportare il gruppo nel loro tour europeo mentre il 20 febbraio ha partecipato, sempre nelle vesti di batterista, all'esordio in sede live degli A Pale Horse Named Death di Sal Abruscato e Matt Brown.

## Discografia

### Con i Type O Negative
- 1994 – The Origin of the Feces (batteria nel brano Paranoid dell'edizione rimasterizzata)
- 1996 – October Rust
- 1999 – World Coming Down
- 2003 – Life Is Killing Me
- 2007 – Dead Again

### Con gli A Pale Horse Named Death
- 2011 – And Hell Will Follow Me
- 2013 – Lay My Soul to Waste
- 2019 – When the World Becomes Undone

### Con i Danzig
- 2010 – Deth Red Sabaoth
- 2015 – Skeletons (batteria nei brani Devil's Angels, Satan, N.I.B., Lord of the Thighs, Find Somebody)
- 2017 – Black Laden Crown (batteria nei brani Black Laden Crown, Eyes Ripping Fire, Devil On Hwy 9, Last Ride, The Witching Hour)

### Con i Seven Witches
- 2013 – Rebirth
- 2015 – The Way of the Wicked

### Altri
- 2009 – Seventh Void – Heaven Is Gone
- 2016 – Blak29 – Love And Anger (autoprodotto)
- 2019 – Silvertomb – Edge Of Existence
- 2021 – Hookers & Blow – Hookers & Blow

### Collaborazioni
- 1997 – Artisti Vari – Howard Stern: Private Parts (The Album) (batteria nel brano Pictures Of Matchstick Men assieme agli altri membri dei Type O Negative e Ozzy Osbourne)
- 2005 – Roadrunner United – The All-Star Sessions (batteria nel brano Blood & Flames)
- 2021 – Two Minutes To Late Night – Covers Vol. 8 (batteria nel brano Jane)